# Matteo Roux
Matteo Roux (Bellino, 14 luglio 1881 – Chiavari, 3 luglio 1952) è stato un generale italiano, comandante della 3ª Divisione fanteria "Ravenna" e successivamente dell'XI Corpo d'armata, durante il corso della seconda guerra mondiale.

## Biografia
Nacque a Bellino, provincia di Cuneo, il 14 luglio 1881 figlio di Bernardo, di professione artigiano, e di Maria, secondogenito di tre figli. Emigrato giovanissimo al seguito della famiglia a Tolone, in Francia, quando questa fece fortuna con la vendita di un nuovo tipo di liquore, il padre decise di ritornare in Italia stabilendosi a Cuneo, dove iniziò una nuova attività come restauratore.
Appassionatosi al mondo dell'equitazione iniziò a frequentare tale ambiente, iscrivendosi alla Scuola di cavalleria che gli aprì le porte della carriera militare.  Arruolatosi nel Regio Esercito nel 1900 iniziò a frequentare la Regia Accademia Militare di Artiglieria e Genio di Torino, da dove uscì con il grado di sottotenente assegnato all'arma di artiglieria, il 13 novembre 1901.  Divenuto un brillante istruttore di Cavalleria fu chiamato da Casa Savoia a formare i Principi, dapprima Umberto, e poi Amedeo di Savoia-Aosta.  Questo fatto casuale ed inaspettato gli aprì l'accesso ai palazzi reali, dove imparò a muoversi in tali ambienti con facilità, ed incontrò la coetanea Margherita Bellezza, una signorina appartenente alla nobiltà di un ramo più giovane dei Savoia. I due si piacquero e si sposarono nel 1903.
In seguito frequentò la Scuola di guerra di Torino e divenne ufficiale del servizio di Stato maggiore partecipando alla grande guerra.  Tra il 1924 e il 1928 prestò servizio, con vari incarichi, presso la Scuola di guerra di Torino.
Divenuto colonnello,  fu poi promosso generale di brigata il 16 giugno 1934.  Tra il 1935 e il 1936 prese parte alla guerra d'Etiopia e alle successive operazioni di polizia coloniale.  Rientrato in Patria  fu promosso generale di divisione il 1 luglio 1937, e assegnato al comando dell'artiglieria a Brescia. Assunse poi l'incarico di Capo di stato maggiore del V Corpo d'Armata di Bologna.
Direttore Generale dei Servizi logistici presso il Ministero della Guerra, nel 1939 assunse il comando della 3ª Divisione fanteria "Monferrato" passando successivamente, subito dopo le operazioni di occupazione dell'Albania, al comando delle truppe ivi dislocate, sostituito poi da Carlo Geloso. Promosso generale di corpo d'armata il 1 gennaio 1940, assunse il comando dell'XI Corpo d'armata, che mantenne anche dopo l'entrata in guerra del Regno d'Italia (1861-1946), avvenuta il 10 giugno 1940. Con l'inizio della campagna di Grecia, a causa dello sfavorevole andamento delle operazioni belliche, cedette il 1 novembre seguente l'incarico al generale Mario Robotti, per mutuo cambio con la direzione dei servizio logistici del Ministero della guerra a Roma.
Una grande crudele sciagura lo aspettava: nel giro di pochi giorni, a Bari, dove lo attendevano, morirono per aver contratto la febbre spagnola, prima la figliola Maria e poi la moglie Margherita. Negli anni seguenti lavorò a Roma in qualità di Direttore dei servizi logistici presso il Ministero della guerra e continuò a frequentare Casa Savoia. Innamoratosi della giovane Maria Manzo originaria di Cervignasco la sposò pochi anni dopo, e da essa ebbe il figlio Mario.
Durante questo periodo realizzò una villa a Fontanile, frazione del comune di Bellino in quanto la vecchia casa natale risultava inagibile. Messo a riposo si ritirò a vita privata soggiornando alternativamente tra Bellino e Saluzzo per diversi anni.
Il 1 giugno 1949 la Prefettura di Cuneo lo nominò Presidente del locale ospedale. Si spense improvvisamente il 3 luglio 1952 mentre, con la famiglia, andava a Chiavari per visitare sua sorella Margherita.

### Fonti
1. 1 2 3 4 5 6 7 8 9  Generals.
2. 1 2 3 4 5 6 7 8 9 10 11 12 13 14 15 16 17 18  Jean Gallian.
3. ↑  Pettibone 2010, p. 104.
4. ↑  Pettibone 2010, p. 74.
5. ↑  Pettibone 2010, p. 21.
6. ↑  Gazzetta Ufficiale del Regno d'Italia n.86 del 13 aprile 1925, pag.1342.
7. ↑  Gazzetta Ufficiale del Regno d'Italia n.267 del 18 novembre 1937, pag.23.
8. ↑   Bollettino ufficiale delle nomine, promozioni e destinazioni negli ufficiali e sottufficiali del R. esercito italiano e nel personale dell'amministrazione militare, 1941,  p. 83. URL consultato il 22 agosto 2019.
9. ↑  Gazzetta Ufficiale del Regno d'Italia n.140 del 16 giugno 1939, pag.8.